# Lieutenant Pigeon
Lieutenant Pigeon var en engelsk popgrupp som bildades i Coventry 1969 under namnet Stavely Makepeace. Gruppen bestod av Robert Woodward, Steve Johnson och Nigel Fletcher.

1972 bytte gruppen namn till Lieutenant Pigeon, och släppte den instrumentala pianobaserade låten "Mouldy Old Dough" som kom att toppa både englandslistan och Tio i topp. På singeln medverkade även Hilda Woodward, som var mor till Robert Woodward. Uppföljaren "Desperate Dan" blev ingen större hit och gruppen försvann ut i anonymiteten igen. 

1999 dog Hilda Woodward.

## Diskografi
Studioalbum
- Mouldy Old Music (1973)
- Pigeon Pie (1973)
- Pigeon Party (1974)

Samlingsalbum
- I'll Take You Home Again Kathleen (1974)
- Mouldy Old Dough (1998)
- The Best of Lieutenant Pigeon (2001)

Singlar (topp 40 på UK Singles Chart)
- "Mouldy Old Dough" (1972) (UK #1)
- "Desperate Dan" (1972) (UK #17)